# Gramada, Bulgaria
Gramada (în bulgară Грамада) este un oraș în nord-vestul Bulgariei, parte a Regiunii Vidin. Este centrul administrativ al comunei Gramada, care se află în centrul Regiunii Vidin. Este localizat în vestul Câmpiei Dunării, 30 de kilometri de capitala regiunii, Vidin și la 200 de kilometri de Sofia.
Ghețarul Gramada de pe Insula Smith, Insulele Shetland de Sud este denumit după localitatea Gramada.

## Demografie
Componența etnică a orașului Gramada
     Romi (1,71%)
     Bulgari (96,42%)
     Nicio identificare (1,85%)
     Altele (0%)
La recensământul din 2011, populația orașului Gramada era de 1.454 locuitori. Din punct de vedere etnic, majoritatea locuitorilor (96,42%) erau bulgari, cu o minoritate de romi (1,71%). Pentru 1,85% din locuitori nu este cunoscută apartenența etnică.